# Емельянов, Тимофей Владимирович
Тимофей Владимирович Емельянов (род. 22 декабря 1992) — белорусский самбист и дзюдоист, чемпион и призёр чемпионатов Беларуси по дзюдо, призёр чемпионатов Европы и мира по самбо, призёр Европейских игр 2019 года в Минске, призёр розыгрышей Кубка мира по самбо, победитель и призёр международных турниров по самбо и дзюдо, мастер спорта международного класса Республики Беларусь. Выступал в первой (до 82 кг) и второй (до 88 кг) средних весовых категориях.

## Выступления на чемпионатах страны
- Чемпионат Беларуси по дзюдо 2014 года — ;
- Чемпионат Беларуси по дзюдо 2015 года — ;
- Чемпионат Беларуси по дзюдо 2016 года — ;
- Чемпионат Беларуси по дзюдо 2017 года — ;

## Семья
- Емельянов, Владимир Витальевич (1959) — отец, белорусский самбист и дзюдоист, призёр чемпионатов Европы по самбо, чемпион и призёр чемпионатов мира по самбо.
- Емельянова, Ирина Витальевна (1963) — тётя, чемпионка СССР по дзюдо, призёр чемпионата мира по самбо.